# Adolf Muesmann

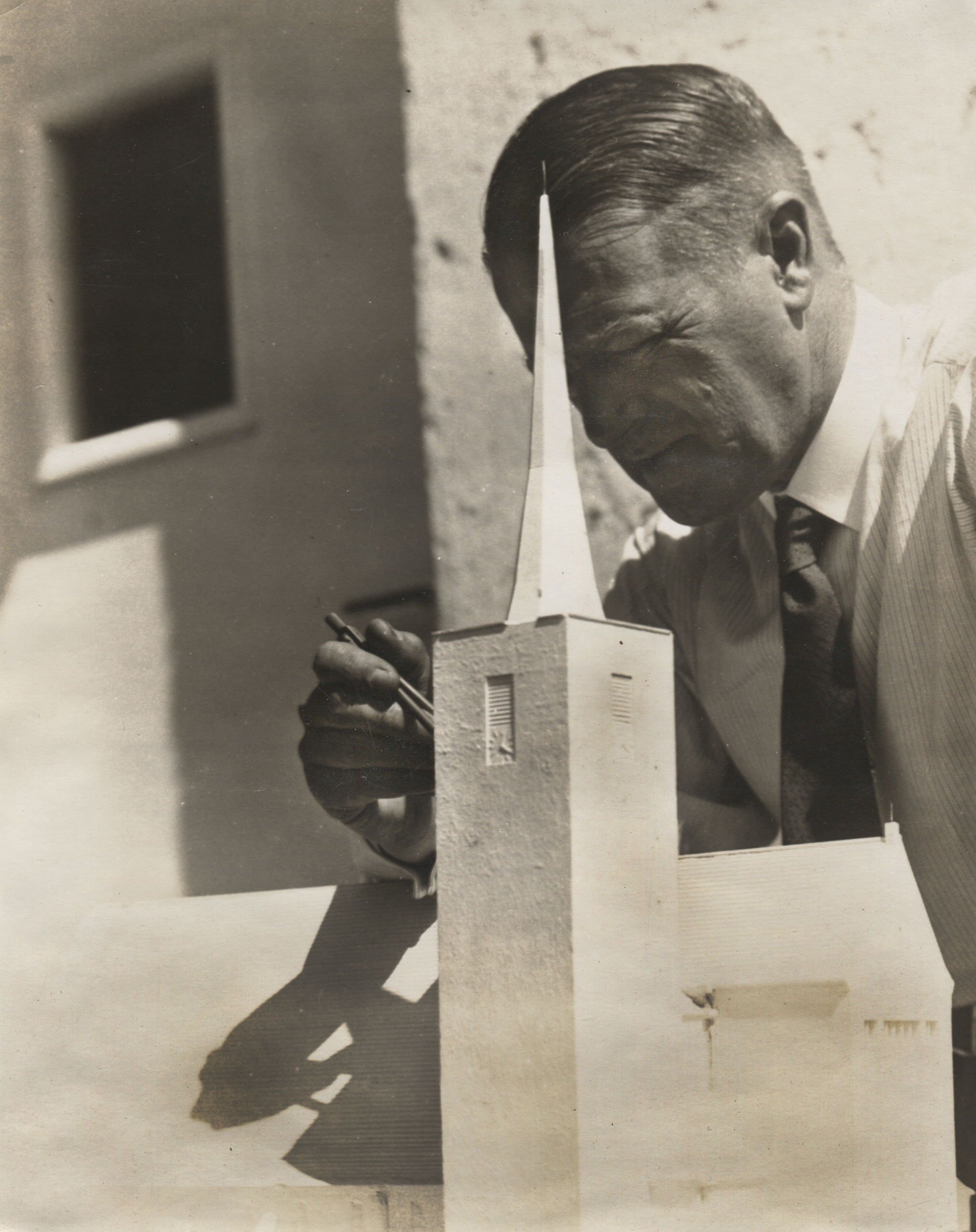
Adolf Muesmann mit dem Modell der Pfarrkirche Christkönig in Rosenheim

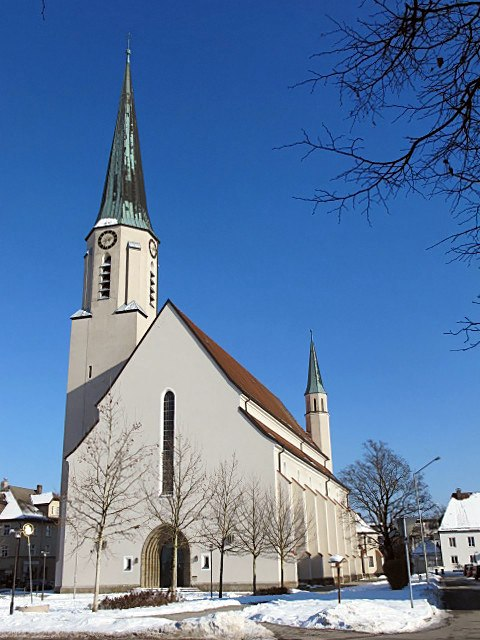
St. Rupert in Freilassing

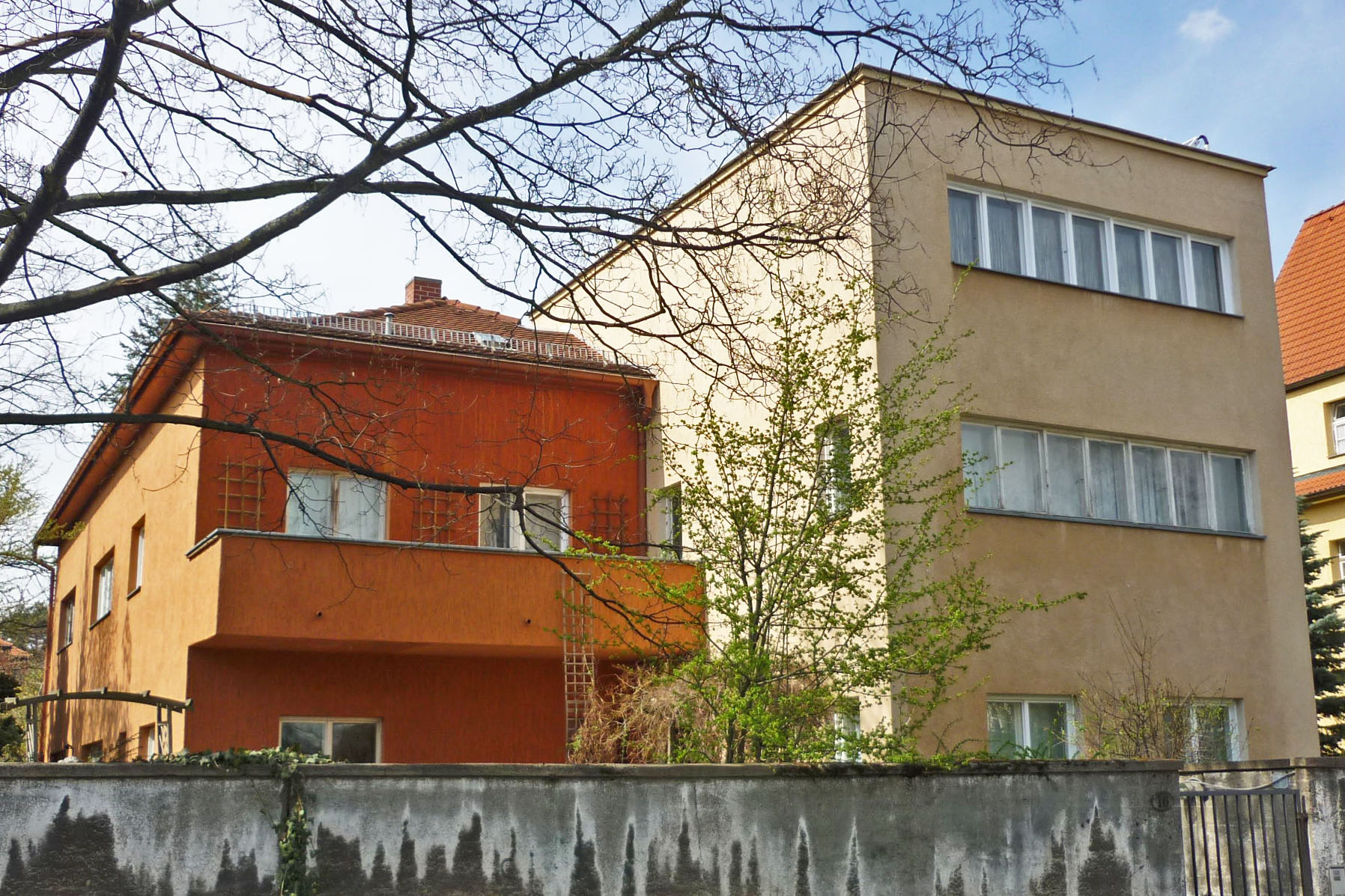
Wohnhaus Muesmann an der Erlweinstraße in Dresden

Adolf Muesmann (* 4. Juli 1880 in Augsburg; † 27. September 1956 in München; vollständiger Name: Adolf Ignatz Josef Muesmann) war ein deutscher Architekt, Stadtplaner und Hochschullehrer, der an der Technische Hochschule Dresden Hochbau und Entwerfen, Städtebau und Siedlungswesen lehrte.
Zu seinen wichtigsten Gebäuden zählen die Pfarrkirche St. Rupert in Freilassing und die Wiederherstellung der Kirche St. Stephan in Augsburg; der städtebauliche General- und Bebauungsplan für Groß-Sofia wurde von ihm erstellt.

## Leben
Muesmann studierte von 1899 bis 1904 Architektur an der Technischen Hochschule Karlsruhe und der Technischen Hochschule München, die Diplom-Hauptprüfung legte er 1904 in München ab. Er begann ein Referendariat, in dem er zunächst von 1904 bis 1905 in Rosenheim praktisch tätig war. 1907 bestand Muesmann in München das Staatsexamen und wurde zum Regierungsbaumeister (Assessor in der öffentlichen Bauverwaltung) ernannt.
Von 1907 bis 1914 arbeitete er als Stadtbaumeister in Bremen. In dieser Position oblag ihm die Leitung der Stadterweiterungs-Deputation und die Baupflege. Die unter seiner Ägide entstandenen Arbeiten wurden grundlegend für das 1913 entstandene Bremische Gesetz über die Förderung des Kleinhauses, das erste Gesetz dieser Art in Deutschland.
1914 wechselte Muesmann dann als Leiter des Stadtplanungsamts nach Stuttgart. Von 1919 bis 1921 wirkte er als Dozent für Städtebau und Siedlungswesen an der Technischen Hochschule Stuttgart; zu dieser Zeit war Paul Bonatz als Nachfolger von Theodor Fischer der Lehrstuhlinhaber. Im Jahr 1921 wurde er als Stadtoberbaurat für Hochbau und Stadterweiterung nach Düsseldorf berufen. Er leitete die Entwurfsarbeiten für die Neugestaltung des Stadtbauplans für Groß-Düsseldorf, war dafür auch noch 1923 von Dresden aus tätig.
Zum 1. April 1921 wurde er als ordentlicher Professor für Hochbau und Entwerfen, Städtebau und Siedlungswesen an die Technische Hochschule Dresden berufen – als Nachfolger von Cornelius Gurlitt. Ab 1925 übernahm er außerdem als Nachfolger von Ewald Genzmer die Leitung des Städtebauseminars, von ihm als „Seminar für Städtebau und Siedlungswesen“ fortgeführt. 1926 nahm er am Internationalen Städtebaukongress in Wien teil und hielt dort einen Vortrag über Großhaus und Kleinhaus und ihre Bedeutung für den Stadtorganismus.
Muesmann gehörte dem Vorstand der Künstlervereinigung Dresden an.
1932 schlossen sich mehrere Dresdner Architekten zur „Gruppe“ zusammen, einer Vereinigung von Architekten, die bisher dem Bund Deutscher Architekten (BDA) angehörten. Muesmann übernahm gemeinsam mit Martin Dülfer als Stellvertreter den offiziellen Vorsitz der Gruppe, zu der eine heterogene Mischung von Modernisten, Historisten und Traditionalisten angehört, u. a. die Dresdner Architekten John Diethelm, Erwin Graebner, Emil Högg, P. H. Keller, Ernst Kühn, Dr. W. Lange, Rudolf Schilling, Paul Schönberger, Otto Schubert, Fritz Steudtner, Alexander Tandler, Alfred Tischer, Ludwig Wirth, Robert Witte, Felix Reinhold Voretzsch sowie der Leipziger Architekt Richard Wagner.
Muesmann unterzeichnete im November 1933 das Bekenntnis der Professoren an den deutschen Universitäten und Hochschulen zu Adolf Hitler. 1934 wurde er im Rahmen eines internationalen Wettbewerbs unter mehreren Bewerbern von der hauptstädtischen Verwaltung von Sofia mit der Ausarbeitung eines städtebaulichen General- und Bebauungsplanes für Groß-Sofia beauftragt. Diese Arbeit wird von ihm Ende 1937 fertiggestellt. In Anerkennung seiner Dienste wurde er zum Ehrenbürger der Stadt Sofia ernannt, zur Privataudienz des Zaren von Bulgarien, Boris III. empfangen und mit dem Zivildienstorden 2. Klasse ausgezeichnet. Der Plan wurde 1938 zum Staatsgesetz.
Seit 1936 leitete Muesmann die Hochschularbeitsgemeinschaft für Raumforschung an der Technischen Hochschule Dresden. Nach rund 24 Jahren als Professor wurde er Anfang 1945 emeritiert.

## Werk

### Bauten
- 1912–1913: Bebauungsplan für das Reihenhausviertel Am Nonnenberg in Bremen[6]
- 1924–1926: Pfarrkirche St. Rupert in Freilassing
- 1925: Haus Warnatz am Wohnhof II auf der 4. Jahresschau Deutscher Arbeit „Wohnung und Siedlung“ in Dresden[7]
- 1926: Mustersiedlungshaus auf der 5. Jahresschau Deutscher Arbeit „Jubiläums-Gartenbau-Ausstellung“ in Dresden, auf dem Gelände des Vergnügungsparks[8]
- 1928: Umgestaltung des Großen Festsaals des Ausstellungsgebäudes der Stadt Dresden[9]
- 1929–1930: sieben nördliche Wohnzeilen in der Krochsiedlung in Leipzig-Gohlis
In einem 1928 durchgeführten Architekturwettbewerb wurde der Entwurf der Berliner Architekten Paul Mebes und Paul Emmerich mit dem 1. Preis prämiert, an der Bauausführung wurden aber schließlich auch andere Wettbewerbsteilnehmer beteiligt. Die Planung für weitere Bauabschnitte wurde nach Ausbruch der Weltwirtschaftskrise im Herbst 1930 eingestellt.[10]
- 1928: Alkoholfreie Gaststätte und Halle auf der Hygieneausstellung „Körperpflege, Mutter und Kind“ in Dresden
- 1928–1929: Pfarrkirche Christus König in Rosenheim
- 1932: eigenes Wohnhaus in Dresden, Erlweinstraße 16[11]
- 1943: Gefolgschaftswohnstadt der Sächsischen Werke Bunzwerk Espenhain in Kitzscher bei Borna (in Arbeitsgemeinschaft mit Curt Schiemichen und der Abteilung Siedlung des Reichsarbeitsministeriums)[12]
- ab 1950/1951: Wiederherstellung der Kirche St. Stephan in Augsburg

### Entwürfe
- 1909: Wettbewerbsentwurf für eine neue Straße in der Vahr in Bremen (2. Preis)[13]
- 1910: Wettbewerbsentwurf für eine Kirche in Achdorf (Kennwort „Altbayrisch“, in Zusammenarbeit mit Richard Steidle)[14]
- 1911: Wettbewerbsentwurf für die Kaiserbrücke in Bremen (Ankauf)[15]
- 1912: Entwurf für einen Siedlungskern mit Reihenhäusern in Bremen[16]
- 1922: Wettbewerbsentwurf eines Bebauungsplans für Breslau (zusammen mit Karl Wach, Arnold Hellmuth und H. Beck; Kennwort „Vorburg des Ostens“, 3. Sonderpreis für Einzelleistungen und Ankauf)[17]
- 1925–1926: Wettbewerbsentwurf für ein Hochhaus für den Verlag der Zeitung Dresdner Anzeiger am Johannesring in Dresden (heute Ecke Dr.-Külz-Ring / Marienstraße, Dippoldiswalder Platz; Kennwort „Drei blaue Sterne“, Ankauf)[18]
- 1928: Wettbewerbsentwurf für eine Kriegergedächtniskirche der katholischen Kaufleute in Leipzig-Connewitz (1. Preis, nicht ausgeführt)[19]
- 1928: Wettbewerbsentwurf für die Krochsiedlung in Leipzig-Gohlis (4.500 Wohnungen für bis zu 15.000 Bewohner; 3. Ankauf)[20]
- 1929: Wettbewerbsentwurf eines Bebauungsplans und für die architektonische Gestaltung der Hallenbauten für die Messe- und Ausstellungs AG und das Leipziger Messeamt[21]
- 1929: Wettbewerbsentwurf für die Museumserweiterung und die Umgestaltung des Kornmarkts in Bautzen (4. Preis)[22][23]
- 1931: Wettbewerbsentwurf für einen Bebauungsplan für Zagreb (in Zusammenarbeit mit Otto Blum; Ankauf)[24][25]
- 1934: Wettbewerbsentwurf eines städtebaulichen General- und Bebauungsplans für Groß-Sofia (1. Preis, Fertigstellung bis 1937)
- 1934–1935: Wettbewerbsentwurf für das Gauforum in Dresden (Ankauf)[26]

### Schriften
- (als Herausgeber): Die Umstellung im Siedlungswesen. Vorbereitung, Durchführung und Ertragsberechnung der neuen vorstädtischen Kleinsiedlungen und Kleinbauernstellen. Julius Hoffmann Verlag, Stuttgart 1932.
- Der General- und Stadtbebauungsplan von Sofia. In: Monatshefte für Baukunst und Städtebau, Jahrgang 1940, Heft 6, S. #.